# انتسو ماجو
انتسو ماجو (ایتالیایی: Enzo Maggio؛ ‏ ۱۰ اکتبر ۱۹۰۲ – ۱۳ ژوئیهٔ ۱۹۷۸) بازیگر و کمدین اهل ایتالیا بود.
از فیلم‌هایی که وی در آن نقش داشته‌است، می‌توان به دیگر حکایت‌های کانتربری، دکامرون ۳۰۰، ارواح رم، پاگنده به هنگ کنگ می‌رود، به من میگن پاگنده، اولیس، زندگی سگی، آدوا و دوستان، مانایا و میلیاردر میلان اشاره کرد.